# Son Riera
Son Riera, també conegut com a Son Banya, és una barriada del districte de Llevant de la ciutat de Palma. Està rodejat pels barris de Son Ferriol i el Coll d'en Rabassa. Es tracta d'un barri de cases d'autoconstrucció, i es creà l'any 1968 gràcies a uns terrenys cedits a l'associació Pro Integració dels Gitanos de Mallorca (INGIMA). Es varen construir 124 habitatges on es van allotjar gitanos provinents dels poblats de barraques que hi havia al Molinar i Son Pardo. S'hi arribaren a aplegar més de mig miler de persones, però actualment (2018) només hi viuen 353 habitants.

## Serveis
S'hi construí una escola de primària que va clausurar l'any 1983. Tan sols l'1% dels habitants de Son Banya ha completat l'educació primària i actualment no hi ha cap mena de servei bàsic, només autobusos urbans (línia 18 de la EMT).